# Coenosia ancylocerca
Coenosia ancylocerca este o specie de muște din genul Coenosia, familia Muscidae, descrisă de Xue, Wang și Zhang în anul 2006. Conform Catalogue of Life specia Coenosia ancylocerca nu are subspecii cunoscute.